# Lysandra limbojuncta
Lysandra limbojuncta är en fjärilsart som beskrevs av Courvoisier 1912. Lysandra limbojuncta ingår i släktet Lysandra och familjen juvelvingar. Inga underarter finns listade i Catalogue of Life.